# R&S Records
R&S Records es un sello discográfico especializado en música  new beat, hardcore techno, Rave music, Techno, House (música), y ambient. Con sede en Bélgica, R&S Records tiene varios subsellos a través de los cuales publica material más experimental o de otros estilos. Entre ellos se encuentran Apollo, Global Cuts, TZ, Satori, y otros. 
Las iniciales R&S derivan de Renaat Vandepapeliere & Sabine Maes, la pareja que creó la discográfica en los años 80. El sello se llamó inicialmente Milos Music Belgium, pero solo se publicó un disco bajo ese nombre. Renaat también pensó en llamarlo Ferrari Records, de ahí que el logo del sello sea muy parecido al de Ferrari.
El sello ha sido pionero en la publicación de la música electrónica más avanzada de su tiempo. Comenzó editando new beat, estilo vinculado con la EBM, con artistas como Space Opera o Extaesia. Pronto comenzó a adentrarse en otros sonidos más experimentales. Los recopilatorios In Order to Dance marcan el inicio de este nuevo tiempo, a partir del cual la música de R&S empieza a vincularse claramente con el techno. Entre los artistas de esta época destacan Mundo Muzique, CJ Bolland, Dave Angel o Joey Beltram. 
No hay que olvidar que a través de R&S se articuló también una importante alianza con los pioneros del detroit techno. En el sello belga han publicado Juan Atkins, Derrick May, Kevin Saunderson o Carl Craig.
En 2006 volvió a la vida, sacando material de nuevos artistas como Dejan Galic y Chizawa o de otros más conocidos como Radio Slave y Orlando Voorn. También ha reeditado material antiguo, sobre todo aquellos discos que hoy son considerados como clásicos.           